# Inseparável-do-niassa
Inseparável-do-niassa (Agapornis lilianae), também conhecido como periquitos ou Agapornis do Niassa, são uma pequena espécie de papagaios africanos do gênero Agapornis.  Maioritariamente verdes com laranja na parte superior do peito e cabeça. Têm em média 13 cm de comprimento e são um dos menores grupos de papagaios do interior africano. Em cativeiro, são menos comuns e confundidos com espécies de Agapornis fischeri,  por compartilharem características comuns como a plumagem e o círculo branco em volta dos olhos.

## Distribuição e habitat
O inseparável-do-Niassa ocorre em redor do Lago Niassa do qual retira o seu nome, pelo vale do Zambezi em Moçambique e do Zimbábue ao norte ao longo do rio Luangwa na Zâmbia e sul da Tanzânia, e ao longo do rio Shire no Malauí. Em 2004, os seus números em estado selvagem foram estimados em menos de 20 mil indivíduos. Cada vez mais circunscritos à região do Parque Nacional de Liwonde no Malauí e às reservas florestais do Miombo, devido a serem considerados uma peste por pequenos agricultores locais, o comércio em Moçambique, Zimbábue e Zâmbia e inundações no vale do Zambezi pelo lago Kariba e, muito provavelmente, pela Barragem de Cahora Bassa. Foi introduzida na Namíbia.

## Características
- Tamanho: 13,5 cm (um pouco menor do que Agapornis fisheri).
- Plumagem: corpo verde, geralmente com a cara alaranjada/vermelha, com um pouco menos coloração do que os Agapornis fisheri e os personata .